# Hedao
Hedao är en köping i nordvästra Kina. Den ligger i Huan härad i Qingyang i provinsen Gansu, omkring 310 kilometer öster om provinshuvudstaden Lanzhou. Antalet invånare är 18 059. Befolkningen består av 8 774 kvinnor och 9 285 män. Barn under 15 år utgör 17,0 %, vuxna 15-64 år 71 %, och äldre över 65 år 10,0 %.